# Amália Szőke
Amália Szőke (n. 14 februarie 1929, Blaj, Alba, România – d. 16 septembrie 2008, Helsingfors, Finlanda) a fost o traducătoare maghiară din România.